# Gujana na Mistrzostwach Świata w Lekkoatletyce 2017
Gujana na Mistrzostwach Świata w Lekkoatletyce 2017 – reprezentacja Gujany podczas Mistrzostw Świata w Londynie liczyła 2 zawodników, którzy nie zdobyli żadnego medalu.

## Skład reprezentacji
| Zawodnik       | Konkurencja        | Eliminacje | Eliminacje | Półfinał | Półfinał | Finał    | Finał   |
| Zawodnik       | Konkurencja        | Rezultat   | Pozycja    | Rezultat | Pozycja  | Rezultat | Pozycja |
| -------------- | ------------------ | ---------- | ---------- | -------- | -------- | -------- | ------- |
| Winston George | Bieg na 200 metrów | 20,61      | 28. Q      | 20,74    | 22.      | NQ       | NQ      |
| Winston George | Bieg na 400 metrów | 46,02      | 35.'       | NQ       | NQ       | NQ       | NQ      |

| Zawodnik   | Konkurencja | Kwalifikacje | Kwalifikacje | Finał | Finał   |
| Zawodnik   | Konkurencja | Wynik        | Pozycja      | Wynik | Pozycja |
| ---------- | ----------- | ------------ | ------------ | ----- | ------- |
| Troy Doris | trójskok    | 16,42        | 22.          | NQ    | NQ      |